# Institut für Europäische Gesundheitspolitik und Sozialrecht
Das Institut für Europäische Gesundheitspolitik und Sozialrecht (ineges) ist ein Forschungsinstitut, das sich dem Gesundheitswesen und dem Gesundheitsrecht als Teil des Sozialrechts im nationalen und europäischen Kontext widmet.

## Geschichte
Gegründet wurde das ineges im Jahr 2003 von den Verbänden der gesetzlichen Krankenkassen in Kooperation mit der Goethe-Universität Frankfurt am Main. Gründungsdirektor war Ingwer Ebsen.

## Tätigkeit
Ziel des ineges ist es, die Entwicklung wissenschaftlicher Arbeiten im Bereich des Gesundheitswesens maßgeblich mitzugestalten. Dies soll durch Forschungsprojekte, wissenschaftliche Tagungen und die Veröffentlichung von Beiträge in Fachzeitschriften, Sammelbänden und Monographien erfolgen. Der inhaltliche Fokus liegt unter anderem auf der Ökonomisierung und Regulierung des Gesundheitswesens, der Daseinsvorsorge und Gewährleistungsverantwortung und deren rechtlicher Gestaltung zwischen Nationalstaaten und Europa.
Von dem Institutsdirektorium wird eine Schriftenreihe herausgegeben. Bis 2023 handelte es sich dabei um die „Schriften zur Gesundheitspolitik und zum Gesundheitsrecht“, die in 28 Bänden beim Verlag Peter Lang erschienen sind; Herausgeberinnen und Herausgeber waren Ingwer Ebsen, Thomas Gerlinger und Astrid Wallrabenstein. Mit dem 29. Band ist die Schriftenreihe zum Nomos Verlag umgezogen; sie wird dort unter dem Namen „Frankfurter Schriften zum Gesundheits- und Sozialrecht“ weitergeführt. Herausgeberinnen sind Claudia Maria Hofmann, Andrea Kießling, Indra Spiecker gen. Döhmann und Astrid Wallrabenstein.
Bekannt ist das Institut außerdem durch die Veranstaltung von Tagungen zu verschiedenen Themen aus dem Gesundheitsrecht. Die Tagungen finden zwei Mal im Jahr statt, wobei je eine Veranstaltung in Berlin und eine Veranstaltung in Frankfurt am Main ausgerichtet wird.
Seit dem Jahr 2023 bietet das ineges den Studierenden der Goethe-Universität Frankfurt am Main im Schwerpunktbereichsstudium die Möglichkeit, durch die Erbringung von vier Studienleistungen aus dem Gesundheits- und Medizinrecht ein Zertifikat über besondere Kenntnisse auf diesem Gebiet zu erwerben.
Das Institut ist nicht in Abteilungen gegliedert. Die Wissenschaftlichen Mitarbeiter forschen frei.

## Geschäftsführende Direktoren
- 2003–2010: Ingwer Ebsen[6]
- 2010–2020: Astrid Wallrabenstein[7]
- 2020–2023: Indra Spiecker genannt Döhmann[8]
- seit 2023: Andrea Kießling[9]

## Veranstaltungen (Auswahl)
- Mai 2022: Die Zukunft des Krankenhauses: Flächendeckende und sektorenübergreifende Gesundheitsversorgung
- September 2022: Die Kunst der Gesetzgebung
- Februar 2023: Finanzierung der GKV und Finanzierung durch die GKV
- September 2023: Das Vertragsarztrecht – ein „Systemsprenger“? Zwischen Veränderungsresistenz und neuen Herausforderungen
- April 2024: Zugang zum Gesundheitssystem

## Publikationen (Auswahl)
- Claudia Maria Hofmann, Indra Spiecker gen. Döhmann (Hrsg.): Solidarität im Gesundheitswesen. 25. Band der Schriften zur Gesundheitspolitik und zum Gesundheitsrecht. Peter Lang Verlag, Berlin, Bern, Wien 2022, ISBN 978-3-631-84469-4.
- Claudia Maria Hofmann, Indra Spiecker gen. Döhmann, Astrid Wallrabenstein (Hrsg.): Mehrwert der Selbstverwaltung. 24. Band der Schriften zur Gesundheitspolitik und zum Gesundheitsrecht. Peter Lang Verlag, Berlin, Bern, Wien 2022, ISBN 978-3-631-81124-5.
- Andrea Kießling, Indra Spiecker gen. Döhmann (Hrsg.): Die Kunst der Gesetzgebung. 28. Band der Schriften zur Gesundheitspolitik und zum Gesundheitsrecht. Peter Lang Verlag, Lausanne, Berlin, 2023, ISBN 978-3-631-89703-4.
- Roman Lehner, Indra Spiecker gen. Döhmann (Hrsg.): Die Zukunft der Gesundheitsberufe in Bildung und Migration. 27. Band der Schriften zur Gesundheitspolitik und zum Gesundheitsrecht. Peter Lang Verlag, Berlin 2023, ISBN 978-3-631-89211-4.
- Indra Spiecker gen. Döhmann (Hrsg.): Mehrebenensystem im Gesundheitswesen. 26. Band der Schriften zur Gesundheitspolitik und zum Gesundheitsrecht. Peter Lang Verlag, Berlin, Bern, Wien 2022, ISBN 978-3-631-87858-3.